# Alexander Leopold von Erichsen
Alexander Leopold von Erichsen (auch: Erichson, * 10. Mai 1787 in Nikolai; † 2. Februar 1876 in Braunschweig) war ein braunschweigischer Generalleutnant und letzter Stadtkommandant der Garnisonstadt Braunschweig.

## Leben
Alexander Leopold war der Sohn des späteren preußischen Generalleutnants Karl Gustav von Erichsen (1743–1827) und dessen Ehefrau Eleonore Karoline Konstanze, geborene von Muhr (1752–1822).
Erichsen besuchte die Kadettenanstalt in Kulm und 1803 als Kornett im Husarenregiment „Schimmelpfennig von der Oye“ der Preußischen Armee angestellt. Hier avancierte er 1805 zum Sekondeleutnant und war während der Napoleonischen Kriege Teilnehmer des Gefechtes von Saalfeld am 10. Oktober 1806 und der Schlacht bei Jena am 14. Oktober 1806. An dessen Nachmittag wurde sein Regiment bei Umpferstedt vernichtet.

### Bei der „Schwarzen Schar“
Aufgrund der Reduzierung der Preußischen Armee wechselte Erichsen 1809 in braunschweigische Dienste, wo er in der Schwarzen Schar unter Herzog Friedrich Wilhelm als Rittmeister und Eskadronchef im Husarenregiment kämpfte. Er war beteiligt am Zug des Freikorps von Böhmen zur Nordsee und nahm 1813/14 in englischen Diensten an den Kämpfen in Spanien teil. Nach dem Ende der Freiheitskriege traf Erichsen mit seinem Husarenregiment am 17. Mai 1816 in Braunschweig ein, wo es im Folgemonat aufgelöst wurde. Nach der Ernennung zum Major im Jahre 1818 wurde er 1825 Eskadronchef des von Herzog Karl II. neu gegründeten Husarenregiments. Erichsen wurde 1830 zum Kommandeur ernannt sowie 1837 zum Oberstleutnant und 1841 zum Oberst der Kavallerie befördert.

### Braunschweiger Stadtkommandant
Erichsen wurde am 24. Mai 1849 zum Generalmajor und Kommandeur des Feldkorps ernannt. Am 15. Februar 1855 folgte die Ernennung zum Kommandanten der Stadt Braunschweig und am 25. April die Beförderung zum Generalleutnant. Die Position des Stadtkommandanten bestand seit der Eroberung der Stadt durch die welfischen Herzöge im Jahre 1671. Am 1. Oktober 1867 wurde die Stellung aufgrund der militärischen Institutionen des Norddeutschen Bundes, dem das Herzogtum Braunschweig am 18. August 1866 beigetreten war, aufgehoben. Am 29. April 1867 erhielt Erichsen die Ehrenbürgerwürde der Stadt Braunschweig.
Erichsen war auch als Militärschriftsteller und Landschaftsmaler tätig. Er starb 1876 in Braunschweig.

### Familie
Er heiratete am 16. April 1817 Freiin Elise von Bernewitz (* 6. März 1801 † 13. März 1873). Deren Tochter Alma (* 18. Dezember 1835) heiratete 1876 den preußischen Major Freiherr Johann Heinrich August Adolf von Bernewitz (* 2. November 1833).